# Coelogynopora hamulis
Coelogynopora hamulis är en plattmaskart som beskrevs av Sopott-Ehlers 1980. Coelogynopora hamulis ingår i släktet Coelogynopora och familjen Coelogynoporidae. Inga underarter finns listade i Catalogue of Life.